# Altanbulag, Selenga
Altanbulag (Алтанбулаг) eller på ryska Altan Bulak (Алтан Булак) är en stad och distrikt (sum) i norra Mongoliet. Den ligger på gränsen mot Ryssland i provinsen Selenga, omkring 25 kilometer från provinshuvudstaden Süchbaatar. På andra sidan gränsen ligger ryska Kjachta. Staden har en yta på 2.100 km2 och befolkning på 4.384 invånare (2010). Staden är en viktig gränsort, och 210.000 resande passerade genom staden 2008.
Altanbulag hette historiskt Maimachin; den kallades tidigare även Södra Kjachta (mongoliska: Өвөр Хиагт, Övör Chiagt) och ryska Kjachta kallades Norra Kjachta (Ар Хиагт, Ar Chiagt). Staden var den första staden som erövrades av Mongoliska folkets revolutionära parti 1921 och fick sitt nuvarande namn, vilket betyder "Gyllene källan", i samband med detta.